# Circuito Monteblanco
Der Circuito Monteblanco ist eine permanente Test- und Motorsportrennstrecke in La Palma del Condado in der spanischen Provinz Huelva in Andalusien.

## Lage
Die Rennstrecke Monteblanco liegt in unmittelbarer Nähe der Autopista A-49 und wurde in den Jahren 2005/2006 vom spanischen Infrastruktur-Konzern GPO Group gebaut. Die Strecke wird für vereinzelte Motorsportveranstaltungen und als Testanlage für Rennteams und die Automobilindustrie genutzt.

## Beschreibung
Der Rundkurs mit speziellen Asphalt, erweiterten Auslaufzonen und Streckenabweisern wurde von der FIA unter der FIA-Einstufung T1 (Teststrecke) und FIA Grad 2 für Monoposti der Gruppen D und E (über 2500 cm³) und von der FIM für Motorradrennen homologiert. Die GP-Rennstrecke ist mit 27 Videokameras ausgestattet.
Im Oktober 2023 erfolgte eine Neuasphaltierung der Anlage.

## Streckendaten
- Insgesamt 5600 Meter asphaltierte Streckenabschnitte[1]
- Grand Prix Strecke: 4430 Meter, maximale Länge je nach Variantenwahl rund 4600 Meter
- Start- und Zielgerade: 960 Meter Länge und 15 Meter Breite (Rest der Strecke: 13 Meter)
- Maximale Steigung 4,4 %
- 36.000 m² Asphaltauslaufzone und 50.000 m² Schotterbetten
- 24 Boxen[3] und 3 separate Boxengassen

Es sind insgesamt 26 Streckenkombinationen möglich, wobei zwei Varianten gleichzeitig und unabhängig voneinander betrieben werden können. Die separate Innenkreisbahn mit angeschlossener Strecke von rund 1440 Meter Länge ist mit Sprinkleranlage und Epoxid-Oberflächen ausgestattet, um unter Regenbedingungen Testfahrten zu ermöglichen. Dieser Abschnitt wird auch für Schleudertrainings genutzt.

## Veranstaltungen
2011 fand eine Talentsichtung der Formel BMW auf dem Circuit statt. Damals starteten auch der nationale Renault Clio Cup und die Mini Challenge Espagna auf dem Kurs. 2019 hielt der Circuit die Premierenveranstaltung der Roborace Season Alpha für autonome Rennfahrzeuge ab.
Aktuell (2024) startet lediglich die regionale Campeonato de Andalucía de Circuitos auf dem Kurs.